# Charles Blondel
Pour les articles homonymes, voir Blondel et Charles Blondel (homonymie).
Charles Aimé Alfred Blondel est un philosophe, psychologue et médecin français, né le 10 octobre 1876 à Lyon et mort le 19 février 1939 à Suresnes.

## Biographie
Normalien (promotion de 1896) et disciple de Lucien Lévy-Bruhl, il est reçu sixième à l'agrégation de philosophie en 1900. Il étudie ensuite à la Faculté des sciences de Paris en 1900-1901 puis à la Faculté de médecine de Paris de 1901 à 1906 où il est pensionnaire de la Fondation Thiers de 1901 à 1904. Il devient docteur en médecine en 1906 avec une thèse sur « les automutilateurs ». Il donne des cours libres de latin et de philosophie préparatoire au baccalauréat dans les lycées de jeunes filles Lamartine, Molière et Victor Hugo de 1906 à 1913 avant d'y enseigner la morale de 1911 à 1913. Il mène en parallèle des recherches à la Salpêtrière de 1906 à 1914 et il devient docteur ès lettres en 1914 avec « une thèse retentissante » sur la conscience morbide,.
Il participe à la Première Guerre mondiale et après sa démobilisation en 1919, il est chargé la même année de l'enseignement de la philosophie à la Faculté des lettres de Strasbourg puis chargé de cours de psychologie. De 1919 à 1937, il est professeur de psychologie expérimentale dans cette université que fréquentent aussi les précurseurs de l’École des Annales, Marc Bloch, Lucien Febvre qui lui emprunteront le concept de mentalité. Emmanuel Levinas, Maurice Blanchot et Henri Ellenberger suivent ses cours. Il est un virulent critique de la psychanalyse qu'il qualifie en 1923 « d’obscénité scientifique ». Il est conférencier lors du premier cours universitaire de Davos en 1928, avec de nombreux autres intellectuels français et allemands. En 1929-1930, il supplée Georges Dumas à la Faculté des lettres de Paris avant d'y être maître de conférences de psychologie expérimentale de 1930 à 1938 et d'occuper la chaire de psychologie pathologique de la Sorbonne en 1938.
Au cours de sa carrière, il a été membre de plusieurs sociétés savantes telles que la Société de psychologie en 1909, l'Institut français de sociologie en 1925 et la Société médico-psychologique en 1931. Il a été le correspondant de la Société de psychologie de Buenos-Aires en 1930. Il a aussi dirigé le Journal de psychologie normale et pathologique.

## Distinction
- Chevalier de la Légion d'honneur en 1932[8].
- Prix Boullard de l'Académie de médecine.
- Prix Dagnan-Bouveret de l'Académie des sciences morales et politiques en 1929[3].

## Publications
- Charles Blondel, Les auto-mutilateurs : étude psycho-pathologique et médico-légale, Paris, J. Rousset, 1906, 132 p. (lire en ligne)
- La Psycho-physiologie de Gall, ses idées directrices. Paris, Alcan, 1914.
- La Psychanalyse, Paris, Alcan, 1924
- La Mentalité primitive. Préface de Lucien Lévy-Bruhl, Paris, 1926.
- Introduction à la psychologie collective, Paris, Armand Colin, 1928.
- La Conscience morbide. Paris, Alcan, 1928.
- La psychographie de Marcel Proust, Paris, Vrin, 1932.
- Le Suicide, Librairie Univ. d'Alsace, 1933.
- La Personnalité, PUF, 1948.
- La psychanalyse, Préface de Roger Teyssou, 2014, Éditions: L'Harmattan; coll.: Acteurs de la Science;  (ISBN 234304872X)